# Montañas Glass House

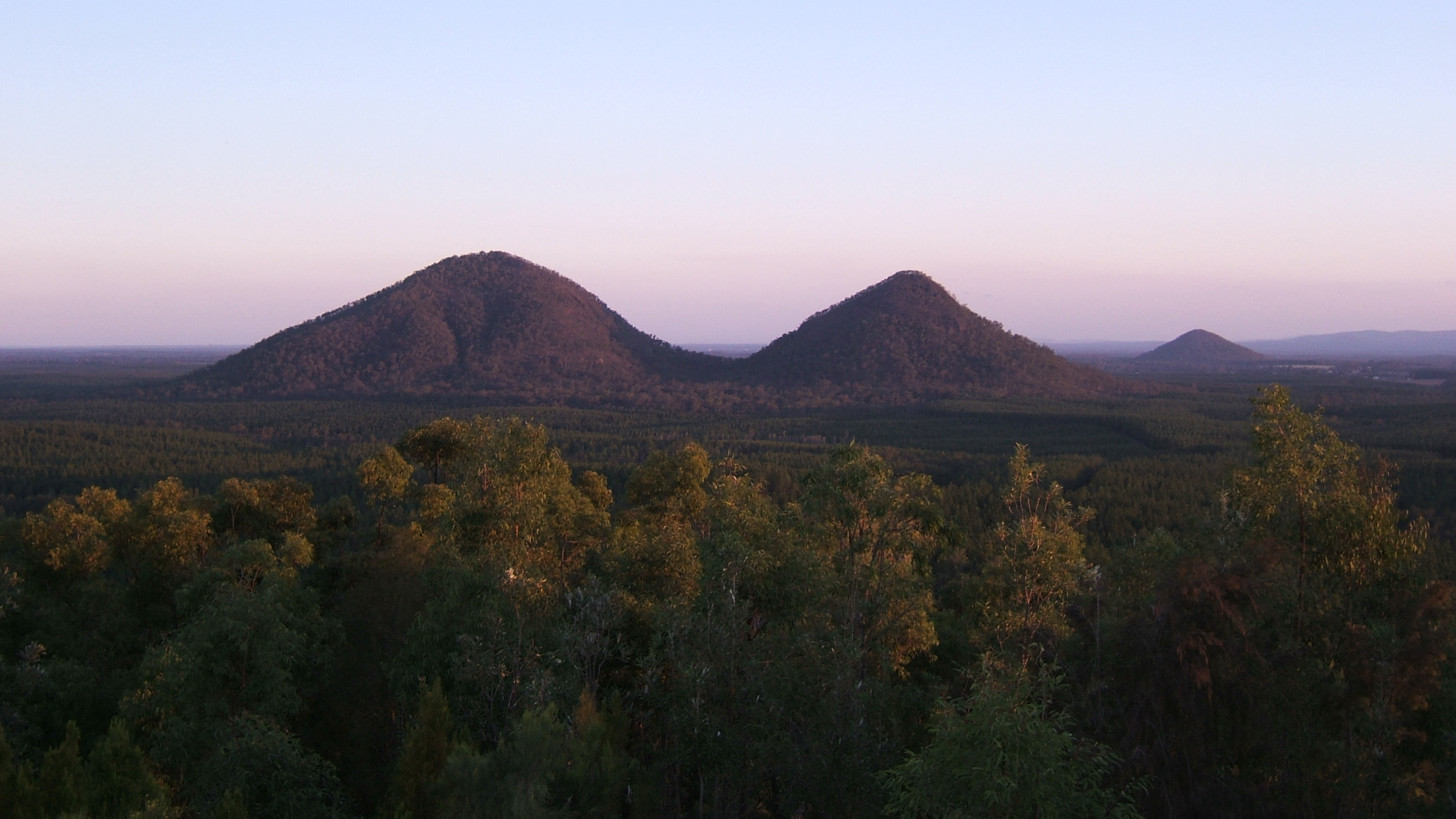
Las dos montañas Tunbubudula

En la zona de las montañas Glass House, también llamada montañas Glasshouse, hay doce montañas volcánicas que se elevan abruptamente desde la llanura relativamente plana de Sunshine Coast, en el interior de Queensland, Australia. Las montañas se encuentran a unos 70 kilómetros al norte de Brisbane. La zona forma parte de la Gran Cordillera Divisoria. La llanura entre y alrededor de las montañas se utiliza principalmente para el cultivo de la piña, la avicultura y la silvicultura y la madera.

## Historia

### Descubrimiento
El nombre de montañas Glass House se lo puso James Cook el 17 de mayo de 1770, que fue el primer europeo que navegó por la costa oriental de Australia y avistó las montañas. Las elevaciones le recordaban a los hornos de vidrio de su Yorkshire natal. Matthew Flinders exploró la zona en 1799 tras navegar por el canal de Pumicestone y se convirtió en el primer europeo en escalar el monte Beerburrum.

### Colonización
Durante la década de 1860 se inició el asentamiento de la zona y se despejaron grandes áreas de bosque para la agricultura y la ganadería. En 1890 se construyó el ferrocarril de Caboolture a Landsborough, lo que proporcionó un mejor acceso. En el marco del Plan de Asentamiento de Soldados de Beerburrum, los exmilitares y sus familias recibieron tierras a principios del siglo XX, plantaron piñas y se convirtieron en agricultores. Sin embargo, muchas explotaciones no tuvieron éxito económico y los antiguos agricultores tuvieron que trabajar a tiempo parcial en la industria maderera que se estableció en Campbellville, a orillas del arroyo Coochin, llevando la madera al canal Pumicestone para su posterior traslado.
Las plantaciones de árboles se establecieron ya a principios de los años 30, así como en los años 80 y 90, cuando se plantaron Pinus caribaea, Pinus elliottii e híbridos de estas especies. La tala en las plantaciones de Queensland genera una cantidad anual de mil millones de dólares australianos.

## Geología
Las montañas Glass House se formaron con lava que se solidificó en roca dura en forma de núcleos volcánicos hace entre 26 y 27 millones de años. La lava procedía del punto caliente de Australia Oriental. Las montañas son columnas de comendita, una riolita y traquita de color gris claro que se solidificó rápidamente. Las rocas blandas que rodean a esta roca dura se erosionaron con el tiempo, y surgieron los cuellos volcánicos que se pueden ver hoy en día. Las montañas tienen una relación espacial relativamente estrecha entre sí, por lo que cabe suponer que en su día estuvieron conectadas.

## Montañas
Todas las montañas están situadas en el parque nacional Montañas Glasshouses. Algunas de las elevaciones representan columnas volcánicas, especialmente el monte Coonowrin, el monte Ngungun y el monte Beerwah. Estos pilares son el resultado de los flujos de lava. En las montañas se encuentran ocasionales hondonadas superficiales, formadas por la erosión eólica y por la meteorización hidrolítica en contacto con las aguas subterráneas
La montaña más alta es el monte Beerwah, con 556 metros sobre el nivel del mar. Sin embargo, la montaña más notable es el monte Tibrogargan, que se eleva como un gigantesco mono sentado que mira hacia el lago a lo largo de una carretera.
Desde los picos más altos, en un día claro, se puede ver hasta Brisbane, la isla Bribie, la isla Moreton, el canal de Pumicestone y las zonas de Sunshine Coast.
Montañas y alturas
- Monte Beerburrum, 276 m
- Monte Beerwah, 556 metros
- Monte Coochin, 235 m
- Monte Coonowrin o Crookneck, 377 m
- Monte Elimbah, 129 m
- Monte Miketeebumulgrai, 199 m
- Monte Ngungun, 253 m
- Monte Tibberoowuccum, 220 m
- Monte Tibrogargan, 364 m
- Monte Tunbubudla o los Gemelos, 312 y 293 m
- Wild Horse Mountain o Round Mountain, 123 m

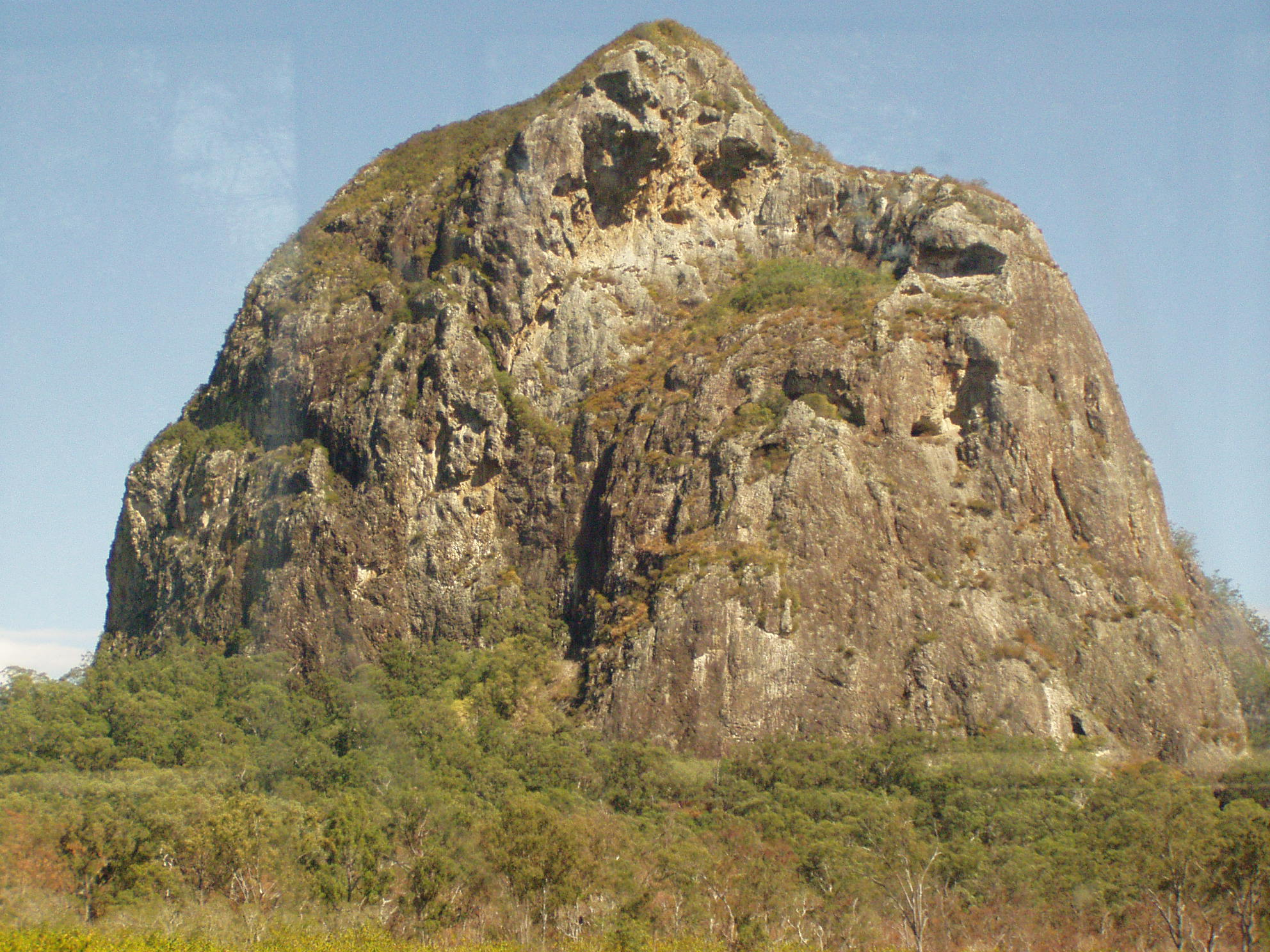
Monte Tibrogargan,
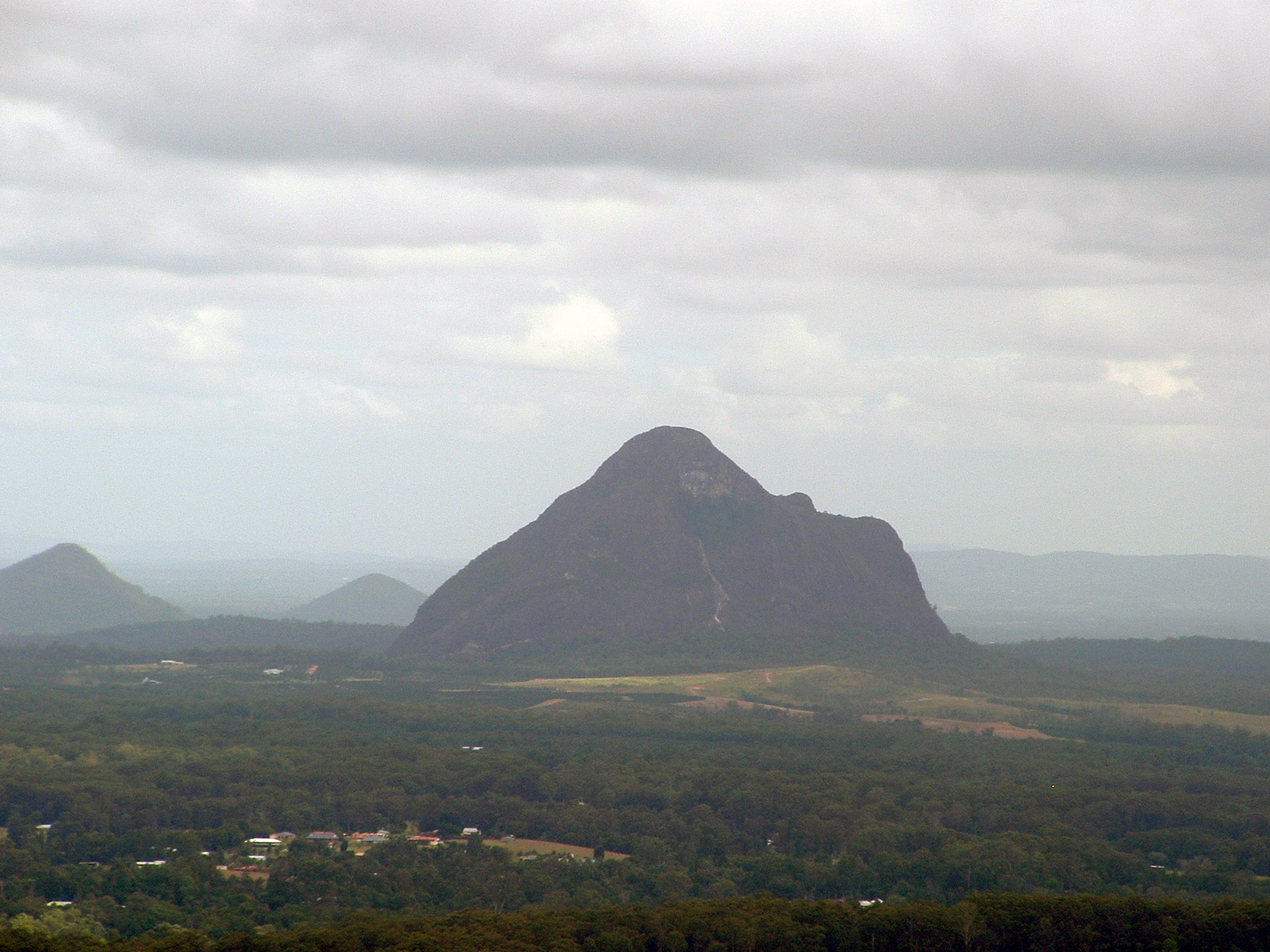
Monte Beerwah
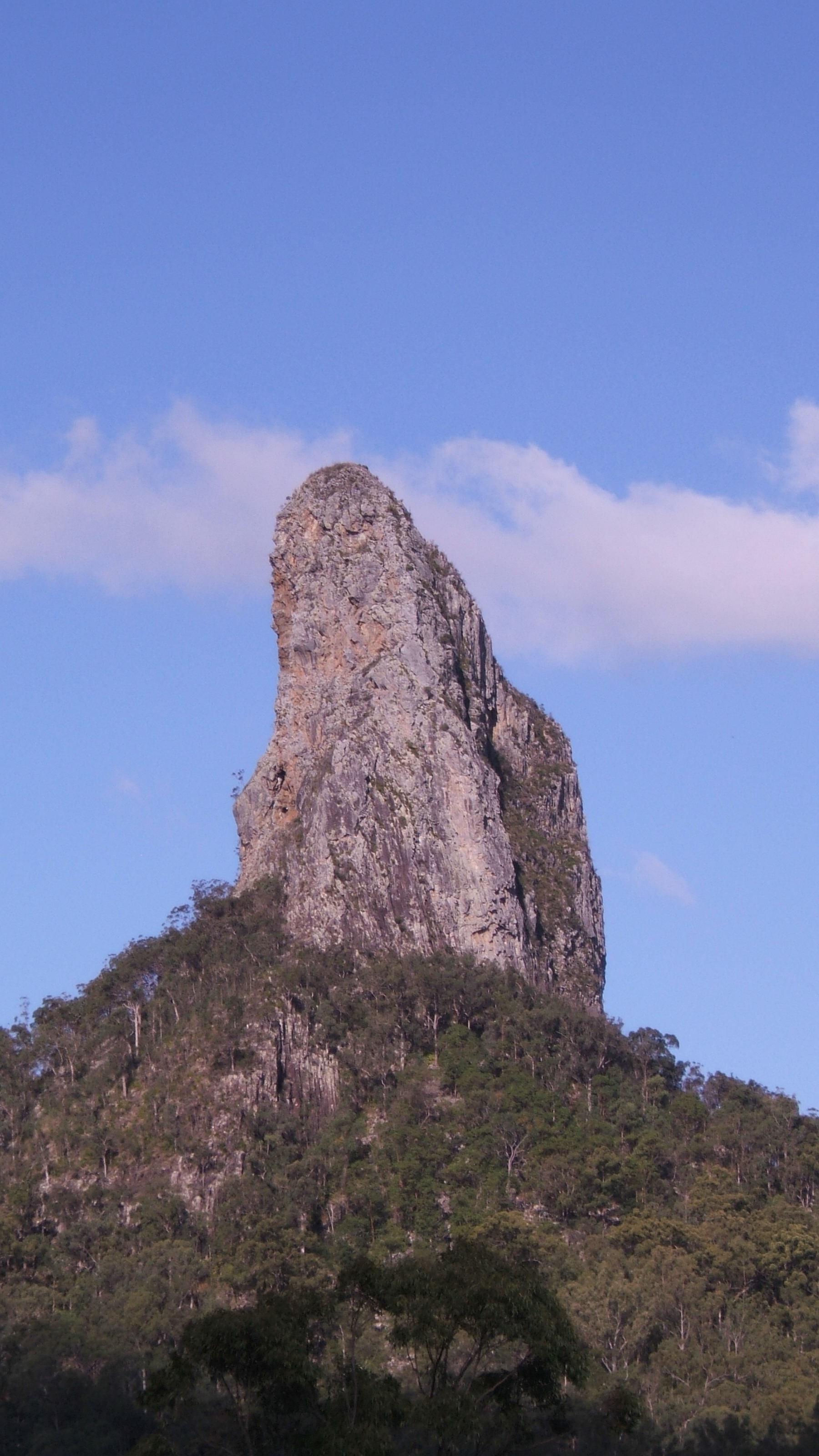
Monte Coonowrin

## Tiempo de sueño
Las montañas Glass House están situadas en la tierra tradicional de los aborígenes Gubbi Gubbi. En sus imaginaciones y cuentos del Tiempo del Sueño, los montes son hijos del padre monte Tibrogargan y de la madre monte Beerwah. El hijo mayor es el monte Coonowrin.
Tibrogargan vio que el mar subía y ordenó a Coonowrin que pusiera a salvo a su esposa embarazada Beerwah. En cambio, Coonowrin huyó presa del pánico. Enfurecido, Tibrogargan le persiguió y le golpeó tan fuerte que le dislocó el cuello.
Cuando pasó el peligro, Coonowrin se sintió enormemente culpable y pidió perdón a su padre, hermanos y hermanas, pero todos se apartaron de él por esta desgracia. Esto hizo que sólo fluyeran pequeños arroyos por la zona montañosa. Tibrogargan le da la espalda a Coonowrin y mira fijamente hacia el mar para evitar mirar a su hijo que sigue con la cabeza colgando llorando de vergüenza.
Las montañas tienen un significado cultural para los aborígenes. Si los aborígenes reclaman su Título Nativo, se restringiría el acceso a las montañas, ya que las consideran lugares espirituales de su Tiempo del Sueño. Al sureste del pueblo de las montañas Glass House se encuentra un lugar mítico llamado Bora Ring, un lugar de iniciación para los jóvenes.

## Turismo
La zona de montaña está acondicionada para los turistas; para la navegación, la pesca, la acampada, el pícnic y con barbacoas y aseos. Cerca del pueblo de Beerwah se encuentra el zoológico de Australia.
En todas las montañas hay rutas de senderismo y aparcamientos relativamente cercanos y con infraestructura turística. Pocas subidas de montaña requieren conocimientos de alpinismo; por ejemplo, la montaña Wild Horse, de 123 metros de altura, tiene una subida con una dificultad de alpinismo de 3 y el monte Beerwah de 5, con un tiempo de subida de unas tres horas y un suministro de agua potable recomendado de tres litros por persona. Hay que tener en cuenta que parte de las montañas no se pueden escalar debido al grave peligro de desprendimiento de rocas.